# الانتخابات البلدية الليبية 2013
الانتخابات البلدية الليبية 2013 هي أول انتخابات بلدية في تاريخ ليبيا لانتخاب 90 مجلس بلدي نظمت من قبل اللجنة المركزية لانتخابات المجالس البلدية، بدأت في 2013 واستمرت حتى سنة 2018 بسبب تعثر الأوضاع الأمنية في عدد من البلديات.